# Döben (Barby)

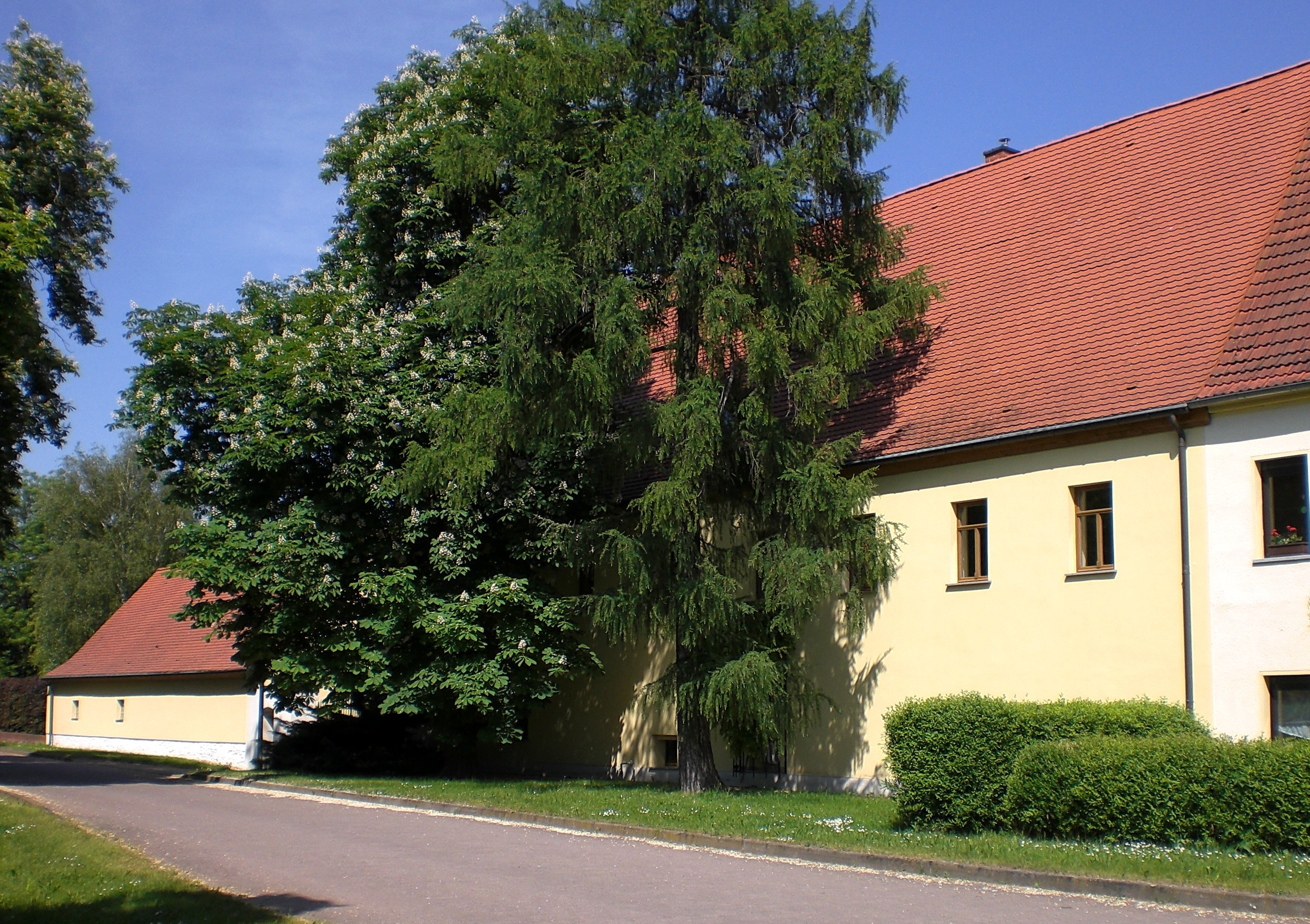
Gutsgebäude in Döben

Döben ist ein Ortsteil von Barby in Sachsen-Anhalt.

## Geschichte
Eine erste urkundliche Erwähnung Döbens erfolgte 1305 als de Devene. Der Ortsname dürfte aus dem Altsorbischen stammen und sich von einem Personennamen děva oder direkt von der Bedeutung Jungfrau, junges Mädchen herleiten. Zeitweilig hieß der Ort Groß Döben, in Unterscheidung zum südlicheren und jüngeren Klein Döben.
Die Ortschaft war zeitweise wüst. Vom ursprünglichen Ort blieb die aus dem 13. Jahrhundert stammende Dorfkirche erhalten. Der als Gutshof und Vorwerk von Barby dienende Ort wurde 1767 von der Herrnhuter Brüdergemeine in Erbpacht erworben. Diese Glaubensgemeinschaft errichtete dann nördlich von Döben den noch heute bestehenden Ort Gnadau. 1910 zählte der Gutsbezirk Döben 80 Einwohner. Am 1. September 2010 wurde Döben als Ortsteil von Gnadau nach Barby eingemeindet.

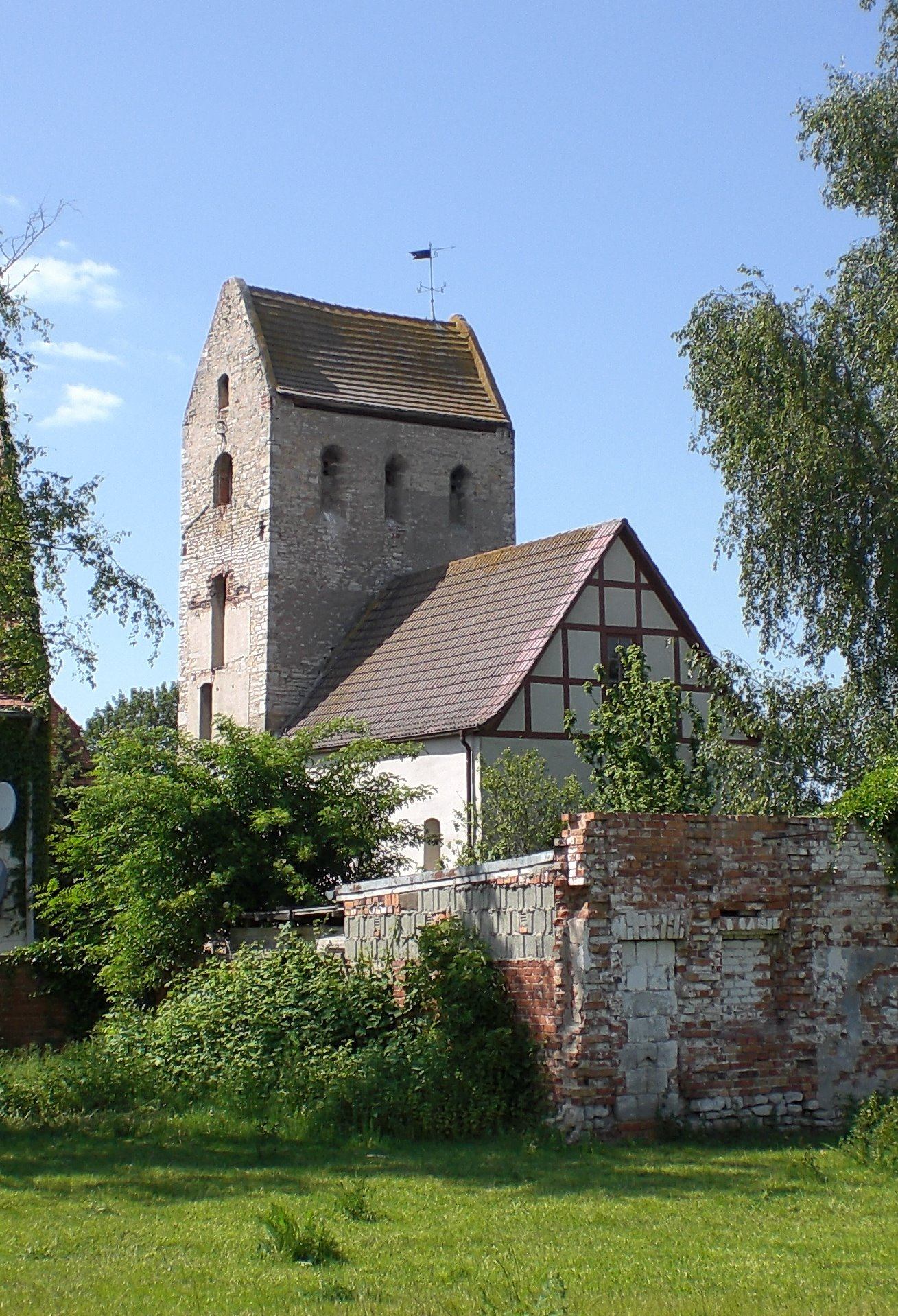
Döbener Kirche

## Bauwerke
In Döben besteht die Dorfkirche Döben, die jedoch nicht mehr als Kirche in Nutzung ist. Bemerkenswert sind auch mehrere große Gutsgebäude die im späten 18. Jahrhundert und im späten 19. Jahrhundert entstanden und das Ortsbild prägen.